# Australimyza setigera
Australimyza setigera är en tvåvingeart som beskrevs av Harrison 1959. Australimyza setigera ingår i släktet Australimyza och familjen Australimyzidae. Inga underarter finns listade i Catalogue of Life.